# Астрономия австралийских аборигенов
Астрономия австралийских аборигенов — совокупность астрономических и космологических представлений, сформировавшихся у коренных народов Австралии.

## Время сновидений
Австралийские аборигены считали, что существует не только наша физическая реальность, но и особая реальность «Времени сновидений», населенная духами предков. Наш мир и эта реальность пересекаются и взаимно влияют друг на друга.
Одним из мест, где встречаются мир «снов» и реальный мир, является небо: действия предков проявляются в появлении и движении Солнца, Луны, планет и звёзд, однако и действия людей могут повлиять на происходящее на небе.

## Звёздное небо в мифологии аборигенов
В мифологии аборигенов большое внимание уделяется объектам звёздного неба: Южному Кресту, Плеядам, Магеллановым облакам и т. д. Существует ряд мифологических сюжетов, связанных с тем или иным небесным объектом либо явлением. В качестве примера можно привести мифологический сюжет народа Йолнгу, связанный с созвездием Орион: созвездие воспринимается как каноэ с тремя братьями (три звезды пояса Ориона), поднятое на небо Солнцем из-за нарушения племенного табу одним из братьев. У того же народа планета Венера — это дух-творец Барнумбир; восходя на предрассветном небе, она тянет за собой веревку из света, связанную с островом Баралку, где живут души умерших; посредством этой веревки, используя должные ритуалы, люди могут общаться со своими предками. Существует комплекс лунных и солнечных мифов. Расположение звёзд на небе используется для сохранения культурных традиций: аборигены выделяют так называемые «линии песен», идущие от созвездия к созвездию, которые используются в процессе обучения в их обществе.

## Изображения небесных объектов

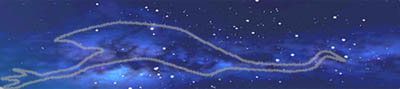
«Небесный эму» австралийских аборигенов

Несмотря на то, что в Австралии было найдено достаточно большое количество наскальных рисунков аборигенов, остаётся неясным, изображались ли в них объекты звёздного неба или даже созвездия. На некоторых таких рисунках имеются группы круглых отверстий или нарисованные круги, которые некоторые исследователи соотносят с известными созвездиями; однако говорить о достоверности установления тождества в данном случае нельзя, поскольку даже случайно расположенные отверстия можно при определенных допущениях связать с известными созвездиями. Тем не менее, предполагается, что некоторые стилизованные изображения эму относятся к известному по всей Австралии небесному объекту, образованному тёмными пылевыми облаками Млечного Пути.

## Практическое применение астрономических знаний
Австралийский астроном Джон Морисон предположил, что некоторые каменные сооружения в северо-западной Виктории могли быть использованы для календарных целей, указывая на расположение восхода и заката солнца в определенные времена года.
Некоторые группы аборигенов обнаружили связь между расположением на небе определенных звёзд и созвездий и периодическими событиями, влиявшими на их источники пропитания. Так, племя буронг из северной Виктории связывало восход на небе звезды Арктур с появлением вкусных и питательных личинок термита в августе и сентябре, когда другая еда была практически недоступна. Когда Арктур переставал появляться на небе — исчезали и личинки термита.
Несмотря на наличие у аборигенов определенных сведений о небе и объектах на нем, нет сведений о том, что какое-либо из племен аборигенов использовало календарь, связанный с фазами Луны; не использовались небесные объекты и для навигации. Несмотря на наличие обширной мифологии, описывающей небесные объекты, и космогонических представлений, у аборигенов практически не развита была количественная астрономия.